# Epsom (New Hampshire)
Epsom è un comune (town) degli Stati Uniti d'America della contea di Merrimack nello Stato del New Hampshire. La popolazione era di 4 566 persone al censimento del 2010.

## Geografia fisica
Secondo lo United States Census Bureau, ha un'area totale di 34,4 miglia quadrate (89 km²).

## Storia
Incorporata nel 1727, Epsom prende il nome dall'omonima cittadina di Epsom nella contea del Surrey, in Inghilterra. Anche se costellata di numerose piccole montagne, il terreno era adatto per il pascolo e la coltivazione del grano. Nel 1859, quando la popolazione della città era di 1 366 abitanti, possedeva due mulini per la macinazione dei cereali e due segherie.

## Società

### Evoluzione demografica
Secondo il censimento del 2000, c'erano 4 021 persone.

### Etnie e minoranze straniere
Secondo il censimento del 2000, la composizione etnica della città era formata dal 98,63% di bianchi, lo 0,10% di afroamericani, lo 0,10% di nativi americani, lo 0,32% di asiatici, lo 0,10% di altre etnie, e lo 0,75% di due o più etnie. Ispanici o latinos di qualunque etnia erano lo 0,45% della popolazione.